# Pacifico Perantoni
Pacífico Maria Luigi Perrantoni OFM (30 de mayo de 1895 en Cavalvaselle- 3 de enero de 1982), fue un arzobispo italiano, franciscano general, participante en el Concilio Vaticano II.

## Biografía
Luigi Perantoni nació en Cavalvaselle, una villa en a las afueras de Verona, Italia el 30 de mayo de 1895. Perteneció a la Orden de los hermanos menores, ordenado como sacerdote el 18 de diciembre de 1920. De 1947 a 1952 era un general franciscano, que residía en Roma. El papa Pío XII lo nombró el 31 de enero de 1952 obispo de la diócesis de Gerace Santa Maria Di Polsi. Aceptó el sacramento episcopal el 9 de marzo de 1952. El papa Juan XXIII lo nombró el 21 de agosto de 1962 con la ordinaria de la arquidiócesis de Lanciano-Porton. Como arzobispo, participó en cuatro sesiones del Concilio Vaticano II en 1962-1965. El arzobispo de Peanoni se retiró el 14 de agosto de 1974. 
Como general de los hermanos más pequeños, inauguró el 29 de abril de 1947, durante el primer congreso mariológico de los hermanos menores, la Academia Mariológica en Roma (actualmente la Academia Mariológica Internacional Papal).
Sobre la iniciativa del arzobispo Perantoni, los franciscanos conventales de Abruchia, con la autorización de la Santa Sede, pidieron un examen científico del milagro eucarístico en Lanciano y los bloques de sangre almacenados de él se encuentran en la Iglesia de San Francisco en Lanciano.
Falleció el 3 de enero de 1982.